# سیارک ۱۱۷۵۴
سیارک ۱۱۷۵۴ (به انگلیسی: 11754 Herbig، نامگذاری:2560P-L) یازده هزار و هفتصد و پنجاه و چهارمین سیارک کشف شده‌است که در ۲۴ سپتامبر ۱۹۶۰ کشف شد.